# Partido Nigerino para la Democracia y el Socialismo
El Partido para la Democracia y el Socialismo de Níger o PNDS (en francés: Parti Nigerien pour la Democratie et le Socialisme) es un partido político socialdemócrata de Níger, miembro de la Internacional Socialista. En 2011, llegó al poder tras la elección de su líder de larga data, Mahamadou Issoufou, como presidente. Mohamed Bazoum es el expresidente del PNDS, y su secretario general es Foumakoye Gado.

## Historia
Establecido el 23 de diciembre de 1990, el partido ganó 13 de los 83 escaños en la Asamblea Nacional en las elecciones parlamentarias de febrero de 1993, cinco de los cuales fueron ganados en el departamento de origen de Issoufou, Tahoua. En las elecciones presidenciales que siguieron, la primera elección multipartidista para la presidencia, el líder del PNDS Mahamadou Issoufou, terminó en el tercer lugar con el 15,92% de los votos en la primera vuelta. Como parte de una coalición llamada Alianza de las Fuerzas del Cambio, el PNDS apoyó a Mahamane Ousmane de la Convención Democrática y Social (CDS) en la segunda ronda, con Ousmane derrotando a Tandja Mamadou del Movimiento Nacional para la Sociedad del Desarrollo (MNSD). En la Asamblea Nacional, el PNDS formó parte de la mayoría de la AFC, y Issoufou fue nombrado primer ministro.
En un decreto emitido el 21 de septiembre de 1994, Ousmane fortaleció sus poderes a expensas de los del primer ministro, y Issoufou dimitió el 28 de septiembre. El PNDS no estaba dispuesto a presentar otro candidato para ocupar el lugar de Issoufou y se retiró de la AFC, privando así a la AFC de su mayoría parlamentaria. El PNDS luego formó una alianza con el opositor MNSD a pesar de su historial de hostilidad hacia ese partido; Adji Kirgam y Mazou Ibrahim, dos líderes del PNDS que se opusieron a esta alianza, fueron expulsados del partido.
La pérdida de la mayoría de la AFC condujo a unas elecciones parlamentarias anticipadas en enero de 1995, que vieron al PNDS ganar 12 escaños y la alianza MNSD-PNDS, junto con dos grupos menores, obtuvieron la mayoría de los escaños en la Asamblea Nacional. Hama Amadou del MNSD fue nombrado primer ministro, mientras que Issoufou fue elegido presidente de la Asamblea Nacional. Esta situación implicó la cohabitación entre el nuevo gobierno y el presidente Ousmane, y se desarrolló una intensa rivalidad entre ellos. En enero de 1996, los militares bajo el liderazgo Ibrahim Bare Mainassara tomaron el poder en un golpe. En las elecciones presidenciales de julio de 1996 , ganadas por Mainassara en la primera ronda, el candidato del PNDS, Issoufou, terminó oficialmente en el cuarto lugar con el 7,60% de los votos. Junto con otros partidos de la oposición, agrupados como el Frente para la Restauración y la Defensa de la Democracia, el PNDS boicoteó las elecciones parlamentarias de noviembre de 1996.
Tras otro golpe en abril de 1999, Issoufou terminó en segundo lugar en la primera ronda de la contienda presidencial en las elecciones generales celebradas a finales de año, recibiendo el 22,79% de los votos. En la segunda ronda recibió 40.11% de los votos y fue derrotado por Tandja. En las elecciones parlamentarias, el PNDS ganó 16 de los 83 escaños en la Asamblea Nacional, convirtiéndose en el mayor partido de la oposición. Boicoteó las elecciones de 2009.
Tras el golpe de Estado de 2009, el partido disputó las elecciones generales de 2011, con Issoufou siendo elegido presidente en la segunda vuelta, derrotando a Seyni Oumarou del MNSD, mientras que se convirtió en el partido más grande en la Asamblea Nacional, ganando 34 de los 113 asientos Issoufou fue reelegido en las elecciones generales de 2016 en medio de un boicot de la segunda vuelta de su oponente Hama Amadou. El PNDS conservó su estado en la Asamblea Nacional, ganando 75 escaños en un cuerpo ampliado de 171 asientos.

## Resultados electorales

### Elecciones presidenciales
|  | 15.92 % |

|  | 7.60 % |

|  | 40.11 % |

|  | 34.47 % |

|  | 58.04 % |

|  | 92.51 % |

|  | 55.75 % |

### Asamblea Nacional de Níger
| Año  | Votos     | %     | Resultado |
| ---- | --------- | ----- | --------- |
| 1993 | 183 150   | 14.62 | 13/83     |
| 1995 | 203 629   | 14.08 | 12/83     |
| 1996 | Boicot    |       | 0/83      |
| 1999 | 376 634   | 21.47 | 16/83     |
| 2004 | 314 810   | 13.76 | 17/83     |
| 2009 | Boicot    |       | 0/83      |
| 2011 | 1 066 011 | 33.00 | 34/113    |
| 2016 | 1 701 372 | 35.73 | 75/171    |
| 2020 | 1 745 266 | 37.04 | 79/166    |